# Banjarwinangun
Banjarwinangun is een bestuurslaag in het regentschap Kebumen van de provincie Midden-Java, Indonesië. Banjarwinangun telt 2563 inwoners (volkstelling 2010).